# Chedworth
Chedworth é uma paróquia e aldeia do distrito de Cotswold, no condado de Gloucestershire, na Inglaterra. De acordo com o Censo de 2011, tinha 802 habitantes. Tem uma área de 19,19km². Nesta paróquia fica situada a Villa romana de Chedworth.